# Josep Maria Millàs Vallicrosa

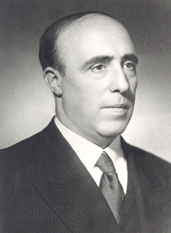
Josep Maria Millàs Vallicrosa

 Josep Maria Millàs Vallicrosa (* 29. November 1897 in Santa Coloma de Farnés; † 26. September 1970 in Barcelona) war ein spanischer Wissenschaftshistoriker, Judaist und Arabist.
Vallicrosa studierte Philosophie und Literatur an der Universität Barcelona, darunter auch Arabisch und Hebräisch bei Francesc Barjau. 1920 promovierte er bei Juliàn Ribera an der Universität Madrid mit einer Dissertation über den Einfluss andalusischer Poesie auf die Volkspoesie in Italien. Danach wurde er Assistenzprofessor für Arabisch und Hebräisch in Barcelona und bereitete sich auf die Kandidatur für den Lehrstuhl vor. Das kam aber vor allem aus politischen Gründen (er lehrte und veröffentlichte teilweise in Katalanisch) zunächst nicht zustande. 1926 bis 1932 unterrichtete er Hebräisch an der Universität Madrid und katalogisierte Übersetzungen aus dem Arabischen oder Hebräischen der Kathedralbibliothek von Toledo. 1932 wurde er Professor für Arabisch und Hebräisch an der Universität Barcelona. In Auslandsaufenthalten war er unter anderem 1935 im Vatikan, wo er hebräische Manuskripte katalanischen Ursprungs katalogisierte. 1937/38 lehrte er auch an der hebräischen Universität von Monte Scopus.
Er befasste sich mit mittelalterlicher Astronomie, Mathematik und Landwirtschaft und Wissenschaftsgeschichte des islamischen Mittelalters besonders in Katalonien, katalanischen Grabsteininschriften, dem Einfluss andalusischer Dichtung in der Literatur des Mittelalters, übersetzte hebräische Gedichte und aus der hebräischen Bibel. Unter anderem übersetzte und kommentierte er Abraham bar Hiyya, Azarquiel, Ramon Llull, Ibn Gabirol, Abu al-Salt, Ibn Bassal, Chasdaj Crescas, Ibn Wafid, Jaume Ferrer, Jakob ibn Tibbon (Profeit Tibbon), Enrique de Villena und Abraham ibn Ezra. Er gründete in Barcelona eine Schule von Arabisten, die sich mit der Wissenschaftsgeschichte des jüdischen und islamischen Mittelalters in Spanien befassten.
1962 klärte er die Stellung der astronomischen Tafeln von König Pedro IV. (einem Förderer der Wissenschaften und speziell der Astronomie für die Navigation auf See), die in lateinischer und hebräischer Fassung bekannt waren, nachdem er eine katalanische Fassung gefunden hatte. Es handelte sich nicht wie von anderen angenommen um eine Version der Alfonsinischen Tafeln, sie wurden vielmehr in Katalonien neu berechnet.
1956 bis 1959 war er Präsident der Académie internationale d’histoire des sciences.
Zu seinen Schülern zählen Juan Vernet und der Judaist David Romano (1925–2001).

## Schriften (Auswahl)
- Textos màgics del Nord d’Àfrica, Barcelona, Associació Catalana d’Antropologia, 1923.
- Documents hebraics de jueus catalans, Barcelona, Institut d’Estudis Catalans, 1927.
- Llibre de geometria de R. Abraham bar Hiia, Barcelona, Editorial Alpha, 1929.
- Llibre revelador de R. Abraham bar Hiia, Barcelona, Editorial Alpha, 1929.
- Assaig d’història de les idees físiques i matemàtiques a la Catalunya medieval, Barcelona, Estudis Universitaris Catalans, 1931.
- Don Profeit Tibbon. Tractat de l’assafea d’Azarquiel, Barcelona, Editorial Alpha, 1933.
- Las traducciones orientales en los manuscritos de la Biblioteca Catedral de Toledo, Madrid, CSIC, 1941.
- La poesía sagrada hebraicoespañola, Madrid, Escuela de Estudios Hebraicos, 1942.
- Salomó ibn Gabirol, como poeta y filósofo, Madrid, Instituto Arias Montano, 1945.
- El libro de los fundamentos de las Tablas Astronómicas de R. Abraham ben Ezra, Madrid, Instituto Arias Montano, 1947.
- Estudios sobre Historia de la Ciencia Española, Madrid, CSIC, 1949.
- Estudios sobre Azarquiel, Madrid, Publicaciones de las Escuelas de Árabe de Madrid y Granada, 1950.
- El libro de la Nova geometria de Ramon Llull, Barcelona, Asociación para la Historia de la Ciencia Española, 1953.
- Poesía hebraica postbíblica, Barcelona, José Janés, 1953.
- La obra Forma de la Tierra de R. Abraham bar Hiyya, Madrid, Instituto Arias Montano, 1956.
- El Liber Predicationis contra iudeos de Ramon Llull, Barcelona, Asociación para la Historia de la Ciencia Española, 1957.
- La obra de Séfer Hesbot mahlekot ha-Kokabim de R. Abraham bar Hiyya ha-Bargeloní, Barcelona, CSIC, 1959.
- Nuevos Estudios sobre Historia de la Ciencia Española, Madrid, CSIC, 1960.
- Las Tablas astronómicas del Rey Don Pedro el Ceremonioso, Madrid, CSIC, 1962.
- Textos dels historiadors àrabs referents a la Catalunya Carolingia, Institut d’Estudis Catalans, 1987
- The beginnings of science among the jews in spain, Westport 1994